# Hopetoun (Victoria)
Hopetoun is een plaats in de Australische deelstaat Victoria en telt 630 inwoners (2006).

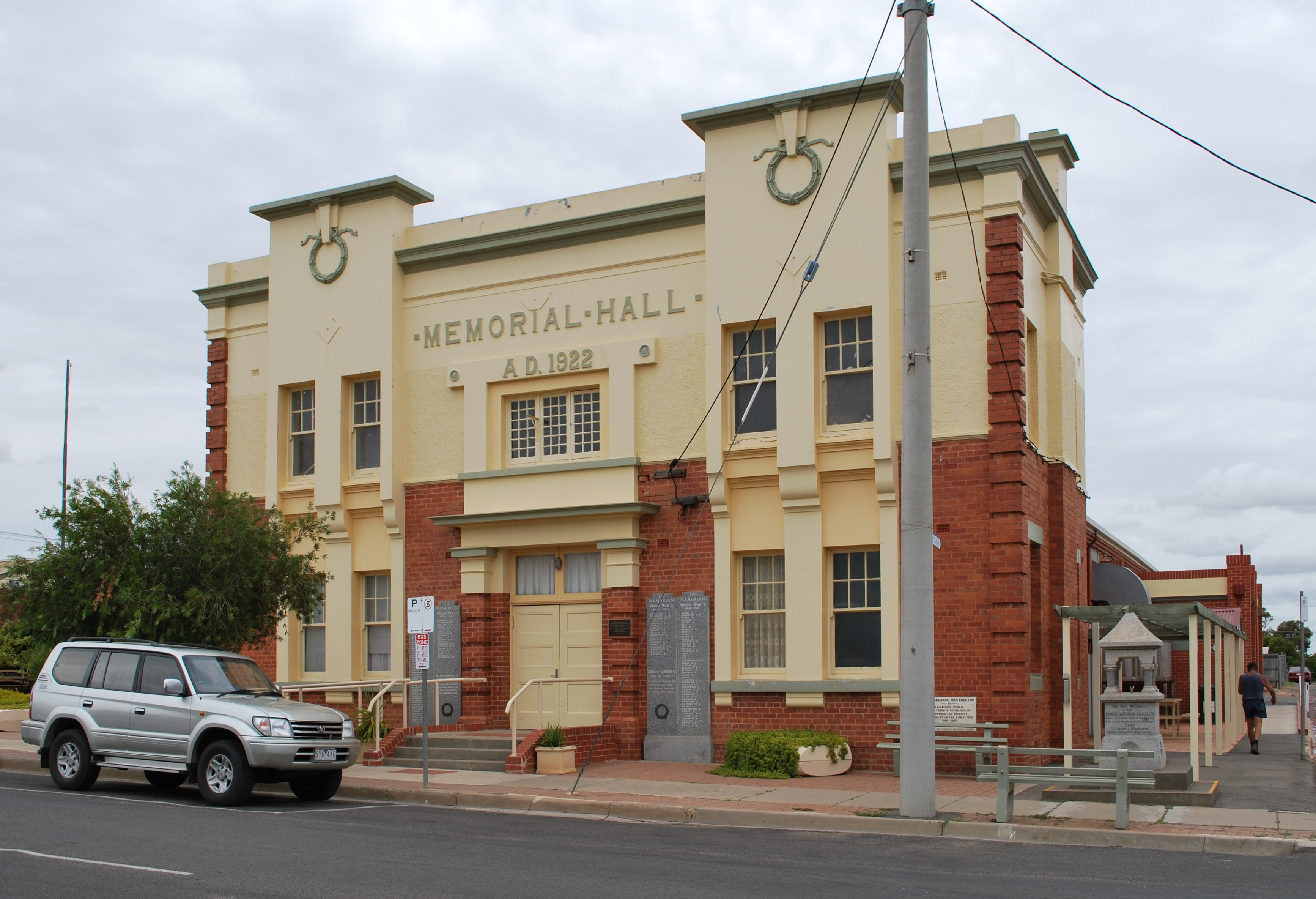
Hopetoun Memorial Hall
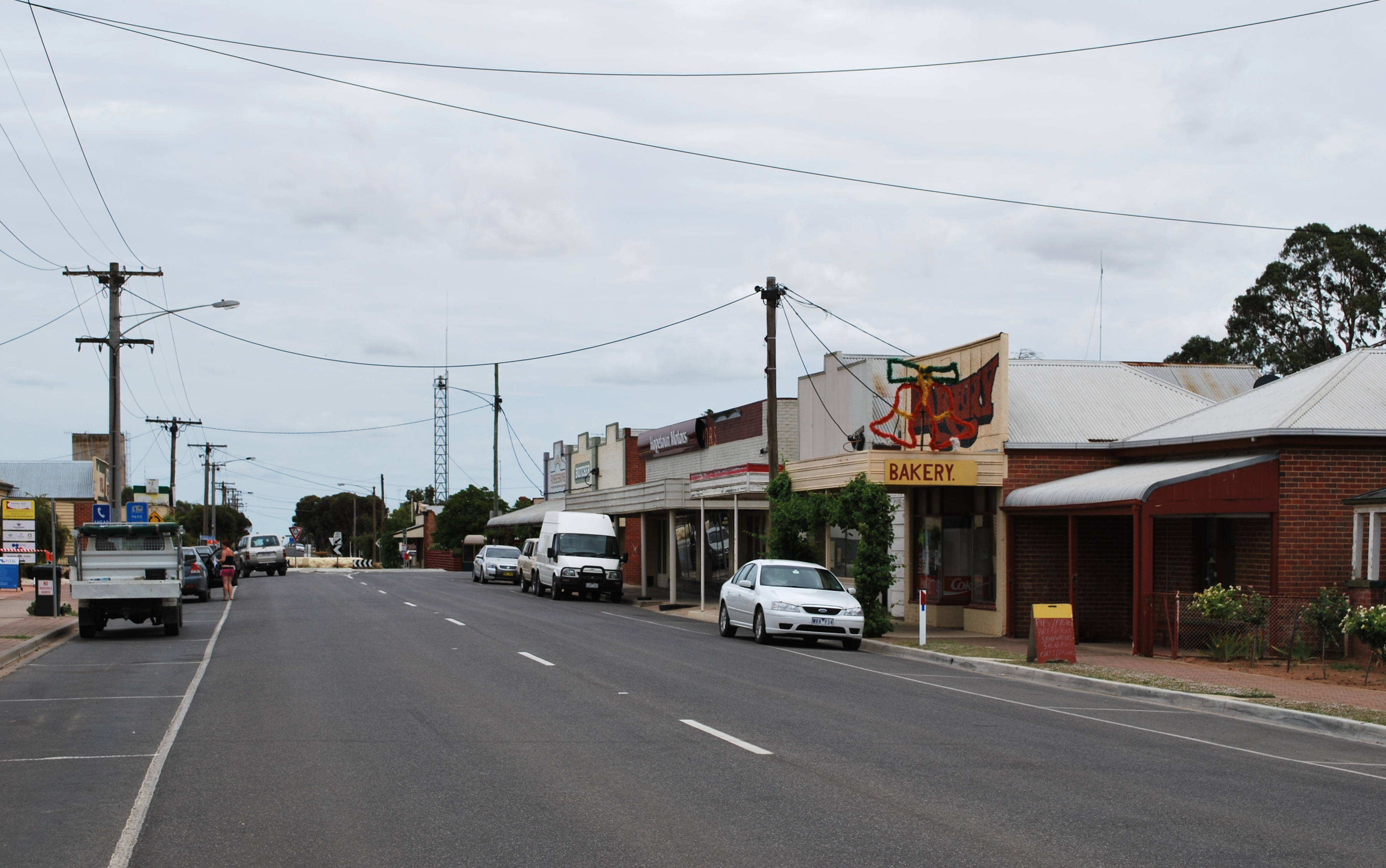
Lascelles Street
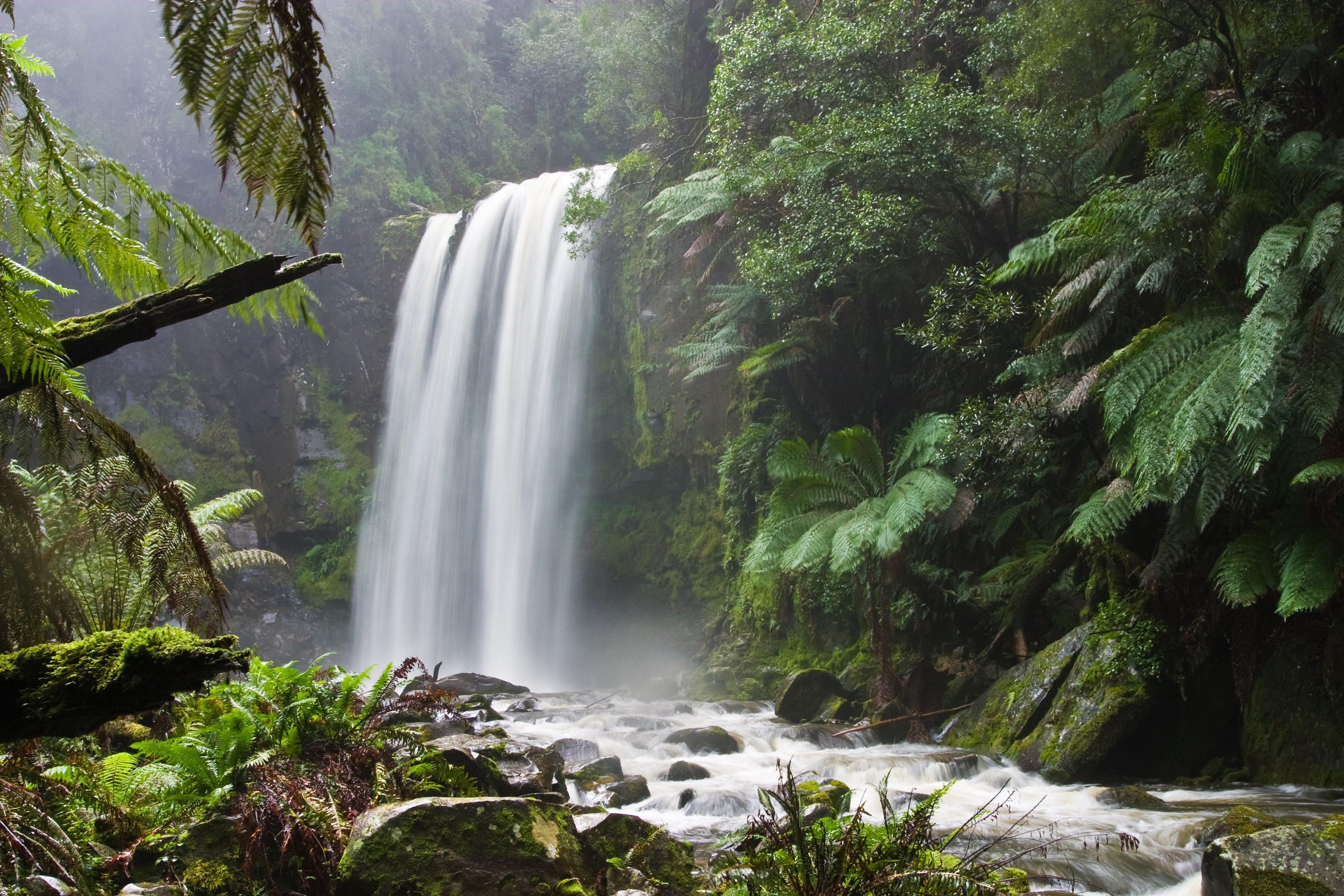
Watervallen bij Hopetoun